# 27. Feldartillerie-Brigade (2. Königlich Württembergische)
Die 27. Feldartillerie-Brigade  war ein Großverband der Württembergischen Armee.

## Geschichte
Die 27. Feldartillerie-Brigade wurde zum 1. Oktober 1899 in Ulm aufgestellt. Die Württembergische Armee, die gemäß der Militärkonvention mit dem Norddeutschen Bund vom 21./25. November 1870 ähnlich wie Bayern und Sachsen ein eigenes Kriegsministerium und einen eigenen Generalstab hatte, war insofern nicht in das preußische Heer eingegliedert.  Am  16. Februar 1917 wurde sie  zum Artillerie-Kommandeur 27 umfunktioniert, dem damit die taktische Führung der gesamten Feld- und schweren Artillerie oblag.
Sie war Teil der 27. Division, die dem XIII. Armee-Korps in Stuttgart zugeordnet war.

### Gliederung
- 1871 bis 1873

Württembergisches Feldartillerie-Regiment Nr. 13, Fußartillerie-Bataillon Nr. 13, Train-Bataillon Nr. 13
- 1873 bis 1874

Württembegisches Feldartillerie-Regiment (Korps-Artillerie), Württembegisches Feldartillerie-Regiment (Divisions-Artillerie), Fuß-Artillerie-Bataillon Nr. 13, Train-Bataillon Nr. 13
- 1874 bis 1887

1. Württembergisches Feldartillerie-Regiment Nr. 13, 2. Württembergisches Feldartillerie-Regiment Nr. 29, Fußartillerie-Bataillon Nr. 13, Train-Bataillon Nr. 13
- 1887 bis 1899

Wie vor, ohne Fußartillerie-Bataillon Nr. 13
- 1899 bis 1914

3. Württembergisches Feldartillerie-Regiment Nr. 49 
2. Württembergisches Feldartillerie-Regiment Prinzregent Luitpold von Bayern Nr. 29, 4. Württembergisches Feldartillerie-Regiment Nr. 65
- Kriegsgliederung bei Mobilmachung 1914

Feldartillerie-Regiment „König Karl“ (1. Württembergisches) Nr. 13 und 3. Württembergisches Feldartillerie-Regiment Nr. 49
Wie vor 
- Kriegsgliederung am 8. März 1918

Artilleriekommandeur Nr. 27:
wie vor, zusätzlich II. Abteilung/Fußartillerie-Regiment Nr. 13
.

### Erster Weltkrieg
Die Brigade kam im Verband der 27. Division ausschließlich an der Westfront zum Einsatz.
Zu den Kampfhandlungen, Gefechten und Schlachten siehe Kampfgeschehen der 27. Division.

### Brigadekommandeure
| Name                    | Datum                                  |
| ----------------------- | -------------------------------------- |
| Philipp von Münzenmaier | 1. Oktober 1899 bis 13. September 1900 |
| Max von Hanstein        | 14. September 1900 bis 13. April 1906  |
| Hermann Kosch           | 14. April 1906 bis 19. März 1911       |
| Albert von Breuning     | 20. März 1911 bis 18. Juni 1913        |
| Albert von Bernhard     | 19. Juni 1913 bis 16. Oktober 1914     |
| Friedrich von Schippert | 17. Oktober 1914 bis 22. Februar 1917  |
| Kurt von Watter         | 23. Februar 1917 bis Kriegsende        |
| Richard Erlenbusch      | 20. April 1919 (Demobilisierung)       |